# Host-to-Host (банковские технологии)
В банковских технологиях Host-to-Host (h2h) — вид канала взаимодействия банка и корпоративного клиента, обеспечивающий обмен информационными объектами, в том числе Электронными Документами(ЭД) между автоматизированными системами банка и автоматизированными системами клиента. Для h2h взаимодействия характерны следующие свойства: автоматизирование, защищенность, непрерывность (24/7), надежность, высокая скорость и большая пропускная способность.
При использовании h2h стороны используют согласованный канал передачи данных, форматы данных/ЭД и протокола обмена данными/ЭД.
Термин заимствован из области вычислительных сетей, где он используется для обозначения транспортного уровня сетевой модели, предоставляющего сервисы более высоким уровням, в частности, прикладному уровню.
При h2h взаимодействии обычно используются форматы данных/ЭД, которые поддерживаются наиболее распространенными ERP системами  производства SAP, Oracle, Baan, JD Edwards.
Учитывая мировые тенденции одним из перспективных наборов форматов документов/ЭД, которые могут использоваться в h2h, является стандарт ISO 20022 .